# Turritopsis nutricula
Turritopsis nutricula (McCrady, 1857), comunemente nota come medusa immortale, è un idrozoo della famiglia Oceaniidae in grado di tornare allo stato di polipo dopo aver raggiunto la fase di medusa adulta. È l'unica specie animale conosciuta in grado di tornare completamente ad una fase coloniale sessualmente immatura, dopo aver raggiunto la maturità sessuale come individuo solitario. Molti degli studi fatti in passato su idrozoi del genere Turritopsis sono stati attribuiti a T. nutricula, prima che una revisione del 2006 li distinguesse come appartenenti a specie diverse.

## Descrizione

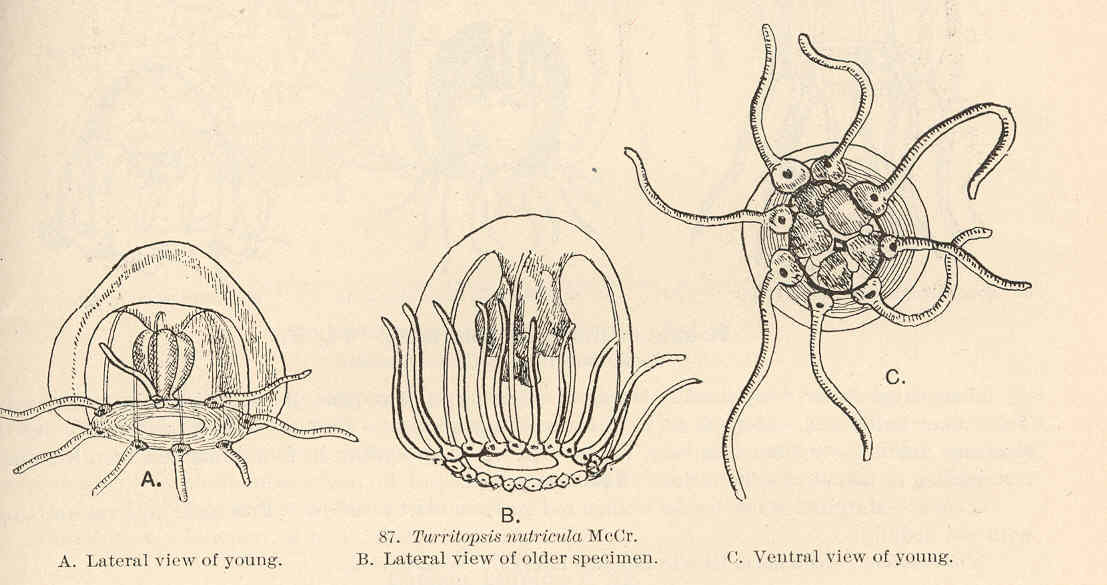
Illustrazione di esemplari di Turritopsis nutricula.
A. Vista laterale di un individuo giovane;
B. Vista laterale di un individuo adulto;
C. Vista ventrale di un individuo giovane.

Lo stadio medusoide di T. nutricula presenta una forma a campana che raggiunge un diametro massimo di 4-5 mm. La gelatina (mesoglea) della campana è uniformemente sottile, con qualche addensamento al vertice. La cavità gastro-vascolare, relativamente grande, è rosso brillante ed è cruciforme. I giovani esemplari hanno soltanto 8 tentacoli, regolarmente distanti lungo il bordo, mentre gli adulti raggiungono gli 80-90 tentacoli.
T. nutricula presenta anche uno stadio di polipo provvisto di stoloni che corrono lungo il substrato, e rami verticali con polipi che si riproducono tramite gemmazione. Queste gemme si sviluppano nell'arco di alcuni giorni in minuscole meduse di 1 mm di diametro, che vengono liberate e sono trasportate lontano dalle correnti.
Fino ad uno studio genetico del 2004, si pensava che Turritopsis rubra e T. nutricula fossero la stessa specie. Non è noto se le meduse di T. rubra possano mutare in polipi.

## Distribuzione e habitat
Si ritiene che il genere Turritopsis sia originario del Pacifico, ma si è diffuso in tutto il mondo attraverso migrazioni trans-artiche e si è distinto in numerose popolazioni che sono a volte difficili da identificare morfologicamente.
La T. nutricula è localizzata geograficamente nell'Atlantico occidentale e nei Caraibi. Si distingue morfologicamente dalla T. dohrnii, prettamente mediterranea, e dalla T. polycirrha delle coste europee dell'Atlantico orientale.

## Ciclo vitale

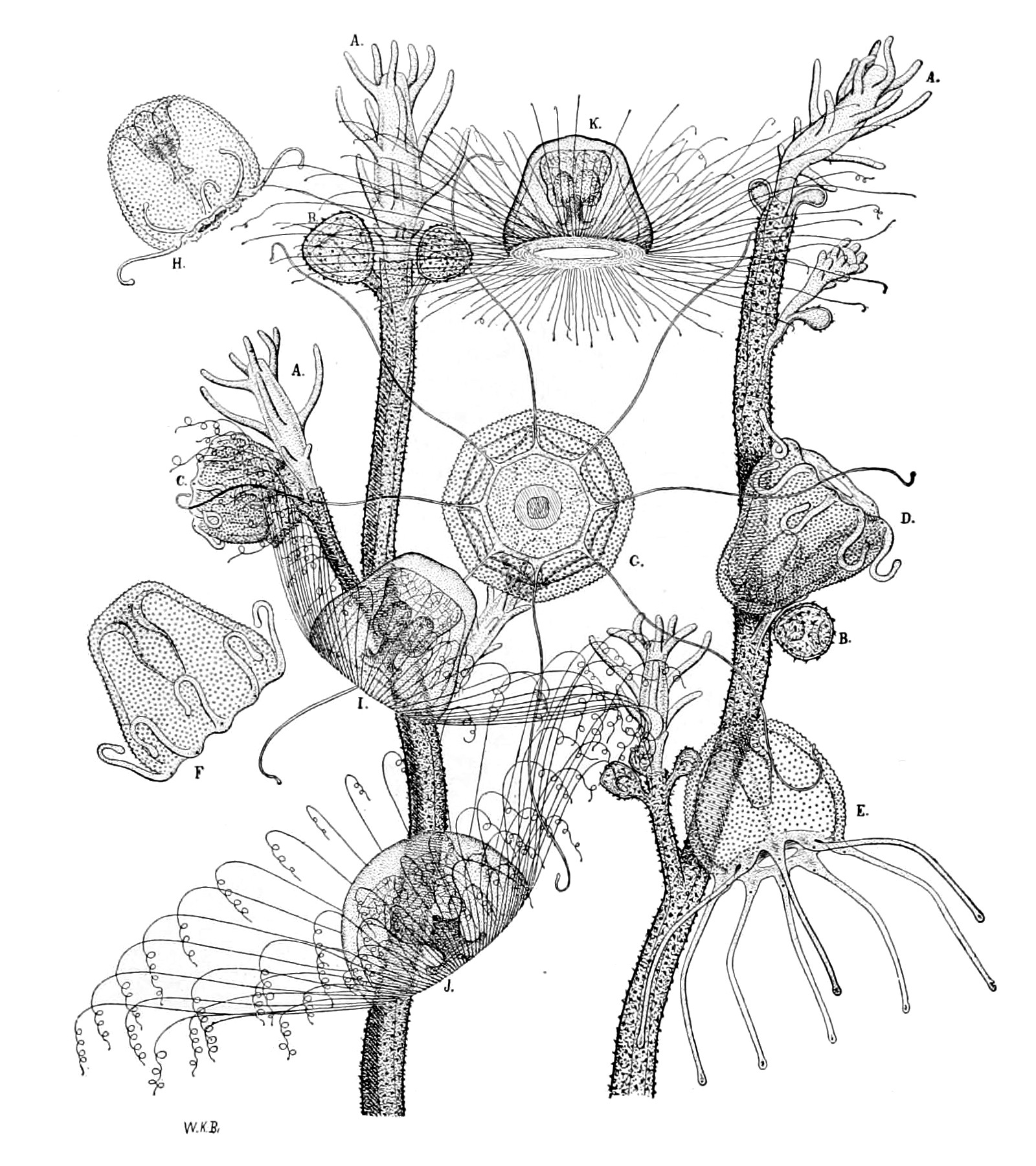
Turritopsis nutricula nelle diverse fasi del suo ciclo vitale

Le uova si sviluppano nelle gonadi delle femmine, che si trovano nelle pareti del manubrio. Le uova mature sono presumibilmente rilasciate e fecondate in mare dallo sperma prodotto dal maschio, come avviene per la maggior parte delle Anthoathecata, anche se la specie T. rubra sembra trattenere le uova fecondate fino allo stadio di planula. Le uova si sviluppano quindi in larve che si adagiano sul fondo del mare e si sviluppano in colonie di polipi. Da questi ultimi gemmano nuove meduse, che vengono rilasciate quando hanno circa 1 mm di diametro e poi crescono e si nutrono nel plancton. Le meduse diventano sessualmente mature dopo poche settimane (la durata esatta dipende dalla temperatura dell'acqua, a 20 °C essa è di 25-30 giorni, mentre a 22 °C varia da 18 a 22 giorni).

### Immortalità biologica

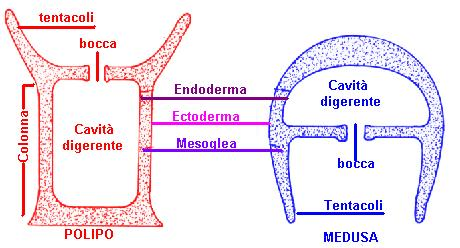
Differenze strutturali tra polipo e medusa

La maggior parte delle specie di meduse ha una durata di vita relativamente fissa, che, a seconda della specie, varia da alcune ore a molti mesi. La medusa di T. nutricula è l'unica forma nota per aver sviluppato la capacità di ritornare allo stato di polipo, attraverso un processo di transdifferenziazione che richiede la presenza di alcuni tipi di cellule (dal tessuto della superficie della campana e del sistema dei canali circolatori). Queste subiscono una sorta di regressione ad una fase totipotente, dalla quale poi possono moltiplicarsi e differenziarsi in cellule diverse.
Esperimenti di laboratorio hanno rivelato che tutte le meduse di T. nutricula, sia quelle appena nate sia quelle completamente mature, sono in grado di trasformarsi nuovamente in polipi. La trasformazione della medusa è caratterizzata da un deterioramento della campana e dei tentacoli, con la successiva crescita del perisarco e degli stoloni, e infine dei polipi. Questi si moltiplicano ulteriormente formando una colonia. Questa capacità di invertire il ciclo vitale in risposta a condizioni avverse è probabilmente unica nel regno animale e consente alla medusa di aggirare o perlomeno ritardare la morte, rendendo T. nutricula potenzialmente immortale. Studi in laboratorio hanno dimostrato che il 100% degli esemplari può tornare alla fase di polipo, ma finora il processo non è stato osservato in natura, in parte perché è molto rapido e osservazioni sul campo nel momento giusto sono difficoltose. In teoria il ciclo potrebbe ripetersi all'infinito, anche se in natura la maggior parte degli individui, come le altre meduse, sono esposti ai normali pericoli della vita planctonica, rischiando di diventare preda di altri animali o morire di malattia senza avere la possibilità di ritornare allo stadio polipoide.